# هانس مولر (مهندس معماري)
هانس مولر (بالألمانية: Hans Heinrich Müller)‏ (و. 1879 – 1951 م) هو مهندس معماري ألماني، توفي في برلين، عن عمر يناهز 72 عاماً.